# Модекнгеи
Модекнгеи (буквально «собраны вместе в одно») — современная синкретическая религия в Палау.

## История
Модекнгеи появилось в начале XX века как синкретическое религиозное направление, которое объединяло христианство с древней палауской религией, основанной на анимизме и культе предков. Центром её распространения является деревня Ибабанг на острове Бабелдаоб. Основателем религии считается палауанец Тэмедад, который заявлял, что видел «божье откровение» во сне. В первой половине XX века модекнгеи фактически являлось формой сопротивления колониальной экспансии сначала Германии, затем, после Первой мировой войны, Японии. В настоящее время эту религию исповедует порядка 8,8 % верующих на Палау. С 1974 года в Ибабанге работает религиозная школа модекнгеи.

## Учение
Последователи модекнгеи верят в единого бога — Нгирчалмкуук, которого отождествляют с Иисусом Христом. Подобно христианам, они стремятся к спасению души. Вместе с тем существует вера в добрых духов бладэк, которые охраняют верующих и наставляют их придерживаться палауских обычаев и традиций, и злых духов дэлеб. Во время молитв верующих якобы может охватывать состояние транса, во время которого они говорят и предпринимают поступки согласно воле духов.

## Культ
Единственный храм модекнгеи находится в деревне Ибабанг на острове Бабелдаоб. Сторонники модекнгеи не имеют письменных текстов, священные предания передают в форме пения, которое называется кескес. Они сохраняют палауский язык, обычаи и традиции, не употребляют алкогольных напитков, табака и наркотиков. Службы в храме короткие, состоящие из совместных или общих молитв. Несколько раз в год организуются красочные праздники, на которые также собираются верующие других конфессий и туристы.